# 유클리드 (우주망원경)
유클리드(Euclid)는 한 가시광선을 기록하는 600 메가픽셀 카메라, 한 근적외선 분광기 및 광도계가 장착된 광각 우주망원경으로, 감지된 은하들의 적색편이를 측정한다. 그것은 유럽우주국(ESA)과 유클리드 컨소시엄에 의해 개발되었으며 또한 2023년 7월 1일에 발사되었다.
약 한 달 후, 그것은 목적지인 지구 궤도 너머 평균 150만 킬로미터(또는 지구에서 달까지의 거리의 약 4배)에 있는 태양-지구 두 번째 라그랑주 점 L2 주변의 한 헤일로 궤도에 도달했다. 그곳에서 그 망원경은 최소 6년 동안 작동할 것으로 예상된다. 그것은 L2에서 가이아 및 제임스 웹 우주망원경 임무들에 합류한다.
유클리드 임무의 목적은 우주의 가속 팽창을 정확하게 측정함으로써 암흑 에너지와 암흑 물질을 더 잘 이해하는 것이다. 이를 위해, 코르쉬(Korsch)형 망원경은 지구로부터 다양한 거리에 있는 은하들의 모양을 측정하고 거리와 적색편이 사이의 관계를 조사할 것이다. 암흑 에너지는 일반적으로 우주의 가속 팽창에 기여하는 것으로 알려져 있으므로, 이 관계를 이해는 것은 물리학자들과 천체물리학자들이 그것을 이해하는 방법을 개선하는데 도움이 될 것이다. 유클리드 임무는 ESA의 플랑크 망원경(2009~2013년)을 발전시키고 보완한다. 이 임무는 고대 그리스 수학자 유클리드의 이름을 따서 명명되었다.
유클리드는 중급("M-class") 임무이며 ESA 과학 프로그램의 코스믹 비전 캠페인의 일부이다. 이 임무의 등급은 약 5억 유로의 ESA 예산 한도를 갖는다. 유클리드는 여러 경쟁 임무 중에서 태양 궤도선(Solar Orbiter)과 함께 2011년 10월에 선정되었다. 유클리드는 팰컨 9에 의해 발사되었다.
2023년 11월 7일 ESA는 유클리드 망원경의 첫 풀 컬러 우주 이미지를 공개했다. 이 망원경은 먼 우주를 멀리 바라보며 하늘의 넓은 영역에 걸쳐 선명한 천체 이미지를 만들어 냈다. 처음 다섯 장의 이미지들은 가장 광범위한 3D 우주 지도를 만들 수 있는 유클리드의 잠재력을 보여준다.

## 과학적 목표와 방법
유클리드는 은하들의 적색편이를 2값까지 측정함으로써 우주 팽창의 역사와 구조 형성(structure formation)을 조사할 것이며, 이것은 100억년 전 과거로 거슬러 올라가는 것에 해당한다. 은하 모양들과 해당 적색편이 사이의 연결은 암흑 에너지가 우주의 가속 증가에 어떻게 기여하는지를 보여주는 데 도움이 될 것이다. 사용된 방법은 중력 렌즈의 현상, 중입자 음향 진동 측정 및 분광학에 의한 은하 거리 측정 등을 활용한다.
중력 렌즈(또는 중력 전단)는 시공간의 곡률을 국부적으로 수정하는 물질의 존재로 인한 광선의 굴절의 한 결과: 은하들에서 방출되는 빛이며, 또한 따라서 관측된 이미지들은 가시선을 따라 놓인 물질에 가까이 지나갈 때 왜곡된다. 이 물질은 부분적으로 가시적 은하들로 구성되어 있지만 대부분 암흑 물질이다. 이 전단을 측정함으로써, 암흑 물질의 양을 유추될 수 있으며, 우주에 그것이 어떻게 분포되어 있는가에 대한 이해를 촉진한다..
분광학적 측정은 은하들의 적색편이들을 측정하고 또한 허블-르메트르 법칙을 사용하여 그것들의 거리들을 결정할 수 있게 해준다. 이러한 방식으로, 우주에 존재하는 은하들의 3차원적 분포를 재구성할 수 있다.
이러한 데이터로부터, 암흑 물질과 은하들의 분포에 관련한 통계적 특성들을 동시에 측정하고 또한 그 우주선이 시간을 더욱 거슬러 가 봄에 따라서 이러한 특성들이 어떻게 변화하는지 측정할 수 있다. 충분히 정확한 측정치들을 공급하기 위해서는 매우 정밀한 이미지들이 필요하다. 센서들에 내재된 어떤 왜곡은 고려되고 또한 보정되야 하며, 그렇지 않으면 그 결과 데이터는 제한적 용도가 될 것이다.

## 우주선
유클리드는 2007년 3월에 발표된 ESA 코스믹 비전 2015-2025 제안 공모들에 대한 응답으로 제안된 두 가지 임무 개념들에서 탄생했다: 암흑 우주 탐사선(Dark Universe Explorer)인 DUNE과 분광학적 전천 우주 탐사선(Spectroscopic All-Sky Cosmic Explorer)인 SPACE이다. 두 탐사선들 모두 우주의 기하학적 구조를 측정하기 위해 상호 보완적인 기술들을 제안했고, 또한 한 평가 연구 단계 루에, 한 통합된 임무가 생겼다. 새로운 임무 개념은 기하학의 아버지로 불리는 알렉산드리아의 수학자 유클리드(기원전 300년경)를 기리기 위해 유클리드라고 명명되었다. 2011년 10월, 유클리드는 ESA의 실행을 위한 과학 프로그램 위원회에 의해 선정되었고, 또한 2012년 6월 25일에 그것이 공식적으로 채택되었다.
ESA는 인공위성 건설을 위해 이탈리아의 탈레스 알레니아 스페이스를 선정했다. 유클리드는 3.1m 지름과 더불어 길이 4.5m 길이이며 또한 2톤 질량이다.
유클리드 탑재 모듈은 프랑스 툴루즈에 위치한 에어버스 디펜스 앤드 스페이스에서 관리된다. 0.91도2의 면적을 커버하는 직경 1.2m의 1차 거울을 갖춘 코르쉬 망원경(Korsch telescope)으로 구성된다.
유럽 13개국과 미국의 과학자들로 구성된 한 국제 과학자 컨소시엄인 유클리드 컨소시엄은 가시광선 카메라(VIS)와 근적외선 분광기 및 광도계(NISP)를 제공했다. 함께, 그것들은 전체 하늘의 3분의 1 이상에 걸쳐 있는 최대 20억 개의 은하들의 3D 분포를 매핑할 것이다. 이 대형 카메라는 은하들의 형태측량학(morphometrics)적, 측광학적 및 분광학적 특성을 특성화하는 데 사용될 것이다.

### 계측기
- 6억 픽셀들을 포함하는 6 × 6 e2v 전하결합소자의 모자이크로 만들어진 가시적 파장 (530-920 nm)에서 작동하는 카메라인 VIS는 은하들의 변형을 측정할 수 있다.[22]
- 6500만 화소의 근적외선(920~2020nm)에 민감한 4 × 4 텔레다인(Teledyne) H2RG 검출기 모자이크로 구성된 카메라인 NISP는 다음과 같은 용도로 설계되었다:

1. 멀티컬러(3필터(Y, J, H)) 측광학(측광학적 적색편이(photometric redshift) 기법)를 통해 10억 개 이상의 은하들의 적색편이들 및 따라서 거리들의 저정밀 측정치들을 제공한다.
2. 근적외선 (920-1850nm)내의 빛의 스펙트럼을 분석하기 위해 슬릿리스 분광기(slitless spectroscopy)를 사용하여, 측광학적 적색편이(photometric redshift)보다 10배 더 정확한 정확도로 수백만 은하들의 정확한 적색편이들 및 거리들을 획득하고, 또한 중입자 음향 진동들을 결정한다.[23]

### 우주선 버스

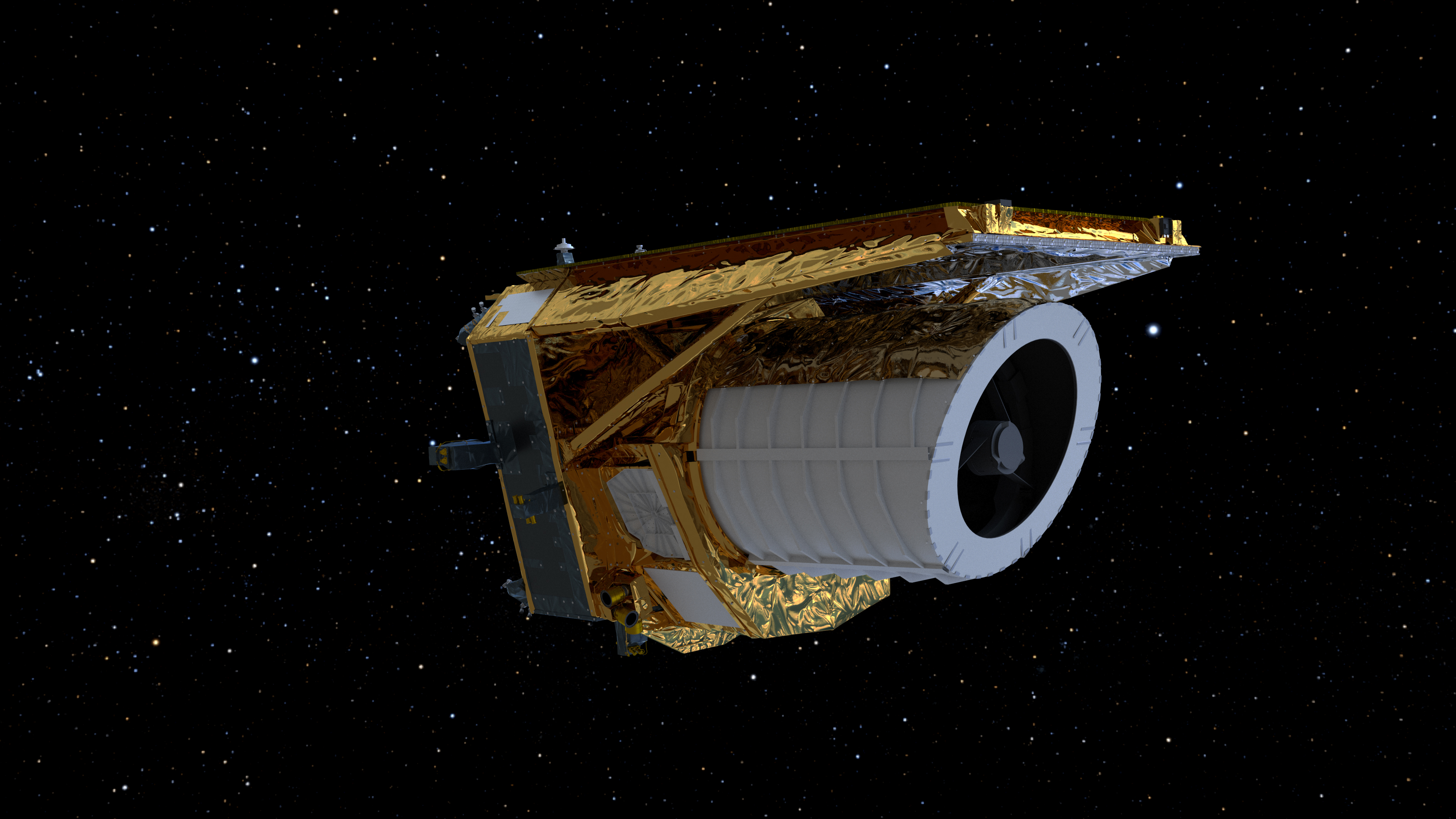
유클리드 우주선

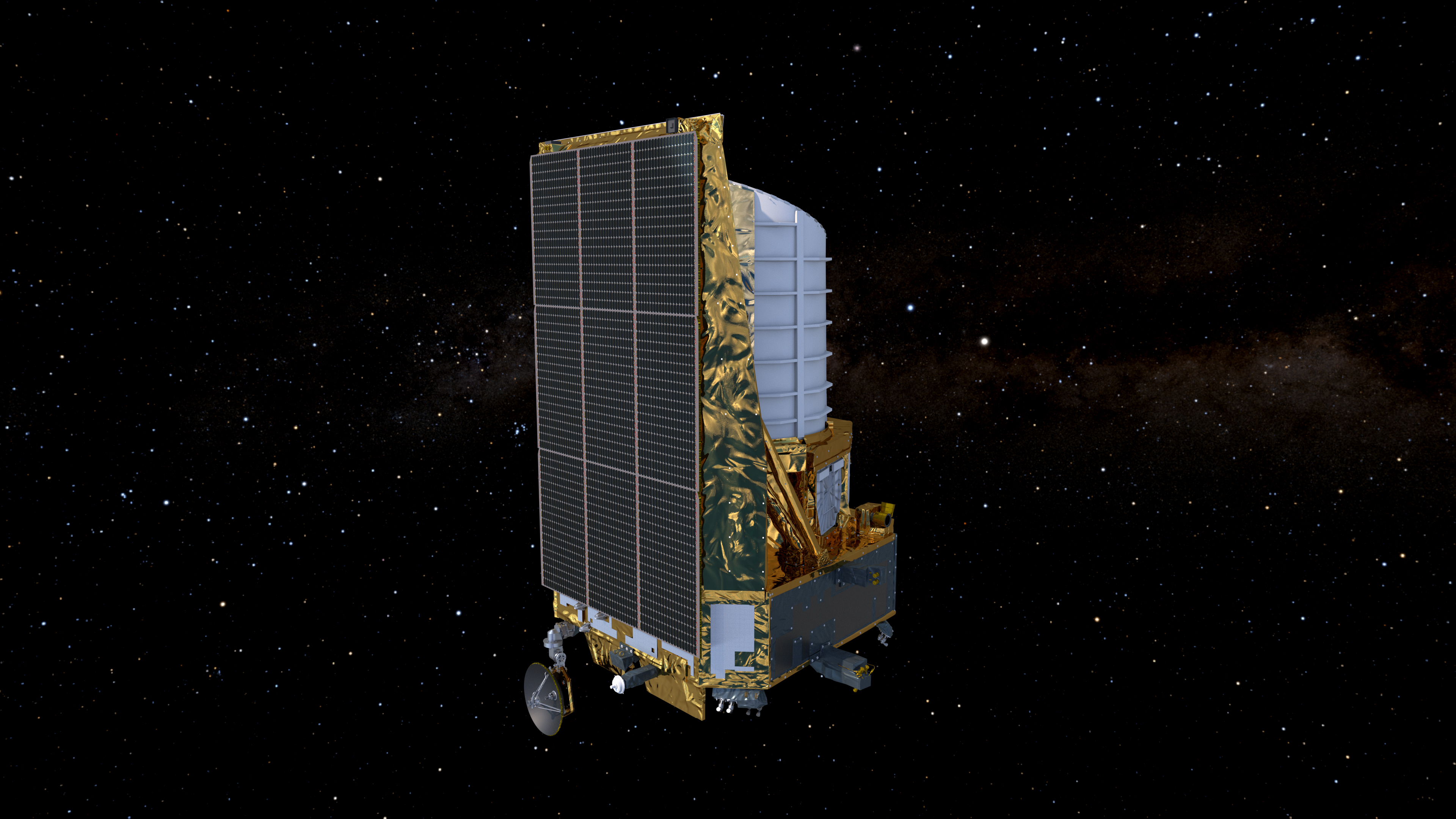
유클리드의 태양 전지판

망원경 버스는 전력을 공급하고 망원경의 방향과 포인팅을 35 밀리초각 (170 nrad) 이상으로 안정화하는 태양 전지판들을 포함한다. 망원경은 광학 정렬을 방해하지 않도록 양호한 열 안정성을 보장하기 위해 세심하게 절연되어 있다.
통신 시스템은 하루에 850기가비트를 전송할 수 있다. 그것은 Ka 밴드 및CCSDS File Delivery Protocol(CCSDS 파일 전송 프로토콜)을 사용하여 할당된 기간 동안 하루 4시간 동안 초당 55메가비트의 속도로 과학 데이터를 스페인의 35m 접시 세브레로스 지상국(Cebreros Station)으로 전송한는데, 이때 망원경은 수평선 위에 있다. 유클리드의 온보드 저장 용량은 최소 300GB이다.
서비스 모듈(SVM)은 대부분의 우주선 하위 시스템을 호스팅한다.
- TT & C - 원격 측정 및 원격 명령
- AOCS - 자세 궤도 제어 시스템
- CDMS - 중앙 데이터 관리 시스템
- EPS - 전력 시스템
- RCS - 반응 제어 시스템
- MPS - 마이크로 추진 시스템

AOCS는 시각적 노출당 35 밀리초각 미만의 분산으로 안정적인 포인팅을 제공한다. 그러한 정확도에서 광학 오정렬로부터 망원경 어셈블리를 보호하려면 어떤 높은 열 안정성이 요구된다.

## 이정표
NASA는 2013년 1월 24일 ESA와 임무 참여를 기술하는 한 양해각서에 서명했다. NASA는 가시광선 대역의 한 카메라와 병행하여 작동하는 근적외선 대역 장비에 20개의 감지기들을 제공했다. 계측기들, 망원경 및 위성은 유럽에서 제작 및 운영될 예정이다. NASA는 또한 40명의 미국 과학자들을 유클리드 컨소시엄의 일원으로 임명했으며, 이 컨소시엄은 계기들을 개발하고 또한 임무에 의해 생성된 데이터를 분석할 것이다. 현재는, 이 컨소시엄은 유럽 13개국들 및 미국에서 온 1000명 이상의 과학자들이 참여하고 있다.
2015년에, 유클리드는 수많은 기술 디자인들을 완료하고 주요 구성 요소들을 구축하고 및 테스트한 후, 한 예비 디자인 검토를 통과했다.
2018년 12월, 유클리드는 중요 디자인 검토를 통과했으며, 이것은 전반적 우주선 디자인 및 임무 아키텍처 계획을 검증했으며, 또한 최종 우주선 조립이 시작할 수 있게 되었다.
2020년 7월, 두 개의 계측기들(가시광선 및 근적외선)은 우주선과의 통합을 위해 프랑스 툴루즈의 에어 버스에 전달되었다.
러시아가 2022년 유클리드의 소유즈 계획 발사로부터 철수한 후, ESA는 한 스페이스X 팰컨 9 발사체에 재배정되었고, 이것은 2023년 7월 1일에 발사되었다.

## 임무 실행 및 데이터

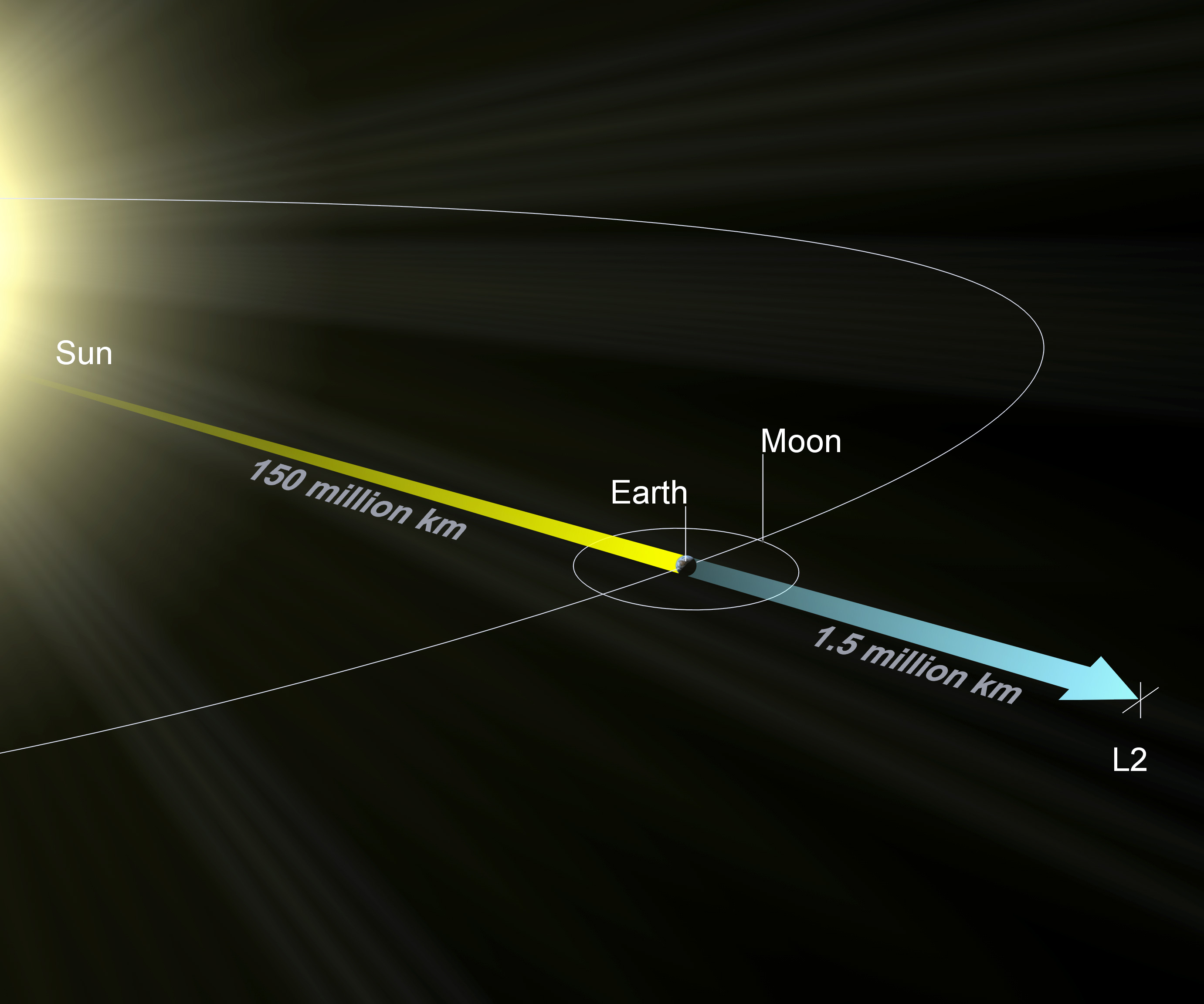
유클리드는 L2 라그랑주 점 궤도를 돌고 있다.

발사 후 30일이 지난 후, 유클리드는 태양-지구 라그랑주 점 L2를 일식 없는 헤일로 궤도에서 약 100만 킬로미터 폭으로 공전하기 시작했다.
초기 이미지를 수신하자마자 과학자들이 우주선 선체에 작은 틈이 있는 것을 발견하면서 문제가 드러났다. 이 틈새로 인해 햇빛이 이미징 센서에 침투하여 이미지 품질이 저하되었다. 이 문제를 해결하기 위해 연구팀은 우주선의 방향을 몇도 조정하여 확인된 틈새로 햇빛이 들어오는 것을 효과적으로 차단했다. 이 수정 조치로 문제가 성공적으로 해결되었다.
최소 6년 동안 지속될 명목상 임무 기간 동안 유클리드는 은하 외 하늘(우리 은하로부터 바라보는 하늘)에 초점을 맞춰 하늘의 약 3분의 1에 해당하는 약 15,000도2(4.6 sr)를 관측할 예정이다. 6년 임무 기간 동안 하루에 약 100기가바이트의 압축 데이터를 생성할 예정이다. 이 조사는 광시야 조사의 신호 대 잡음비를 5배로 높이기 위해 세 개의 심부 필드에 대한 추가 관측으로 보완될 것이며, 심부 필드는 50도2(15.2msr)를 커버한다. 세 개의 필드는 임무 기간 동안 정기적으로 방문될 예정이다. 이들은 보정 분야로 사용되어 망원경과 장비의 성능 안정성을 모니터링하고 우주에서 가장 먼 은하들과 퀘이사들을 관측하여 과학 데이터를 생성한다.
각 은하의 측광학적 적색편이를 충분한 정확도로 측정하기 위해 유클리드 임무는 광학 파장에서 최소 4개의 필터에서 얻은 추가 측광학적 데이터에 의존한다. 이 데이터는 북반구와 남반구 모두에 위치한 지상 기반 망원경에서 수집하여 전체 15,000㎢를 커버한다. 유클리드 임무의 각 은하는 전체 범위 460-2000nm를 포괄하는 최소 7가지 필터에서 광도 정보를 얻는다.
유클리드는 약 100억 개의 천체를 관측할 예정이며, 이 중 10억 개는 약한 렌즈 효과(weak lensing)(중력 전단 측정)에 사용되어 현재 지상 망원경을 사용하는 것보다 50배 더 정확한 정밀도로 측정될 것이다. 유클리드는 은하 군집을 연구하기 위해 최소 3천만 개의 천체에 대한 분광 적색편이를 측정할 것이다.
이 방대한 데이터 세트의 과학적 활용은 18개국(오스트리아, 벨기에, 덴마크, 핀란드, 프랑스, 독일, 이탈리아, 네덜란드, 노르웨이, 포르투갈, 루마니아, 스페인, 스위스, 영국, 캐나다, 미국, 일본) 100개 이상의 연구소에서 1200명 이상으로 구성된 유럽 주도 컨소시엄에 의해 수행된다. 또한 유클리드 컨소시엄[38]은 유클리드 장비 페이로드의 건설과 위성에서 수집한 모든 데이터를 처리할 유클리드 지상 세그먼트(ground segment}의 개발 및 구현을 책임진다. 유클리드 컨소시엄에 기여하는 실험실은 국가 기여에 대한 프로그램적 책임이 있는 국가 우주 기관과 국가 연구 구조(연구 기관, 관측소, 대학)로부터 자금과 지원을 받는다. 전체적으로 유클리드 컨소시엄은 임무가 완료될 때까지 총 예산의 약 25%를 부담한다.
방대한 양, 다양성(우주 및 지상, 가시광선 및 근적외선, 형태측량학(morphometrics), 측광학 및 분광학), 높은 수준의 측정 정밀도로 인해 데이터 처리에 상당한 주의와 노력이 필요했기 때문에 이는 임무의 중요한 부분이다. ESA, 각국 기관 및 유클리드 컨소시엄은 알고리즘 개발, 소프트웨어 개발, 테스트 및 검증 절차, 데이터 아카이빙 및 데이터 분산 인프라 분야에서 최고 수준의 연구자 및 엔지니어 팀을 구성하기 위해 상당한 자원을 투자하고 있다. 유클리드 컨소시엄 국가에 분산된 총 9개의 과학 데이터 센터는 최소 6년에 걸쳐 170페타바이트 이상의 원시 입력 이미지들을 처리하여 과학계에 유클리드 임무의 과학 아카이브 시스템에서 세 가지 주요 공개 데이터 배포의 데이터 제품들(이미지들, 카탈로그 스펙트럼들)을 제공할 것이다.
넓은 하늘 범위와 수십억 개의 별들과 은하들의 카탈로그를 통해 수집된 데이터의 과학적 가치는 우주론의 범위를 뛰어넘는다. 이 데이터베이스는 제임스 웹 우주망원경과 아타카마 대형 밀리미터 집합체는 물론 유럽 초대형 망원경, 30미터 망원경, 스퀘어 킬로미터 어레이 및 베라 C. 루빈 천문대와 같은 미래 임무에 풍부한 출처와 표적을 전 세계 천문학 커뮤니티에 제공할 것이다.

## 첫 번째 테스트 이미지 갤러리

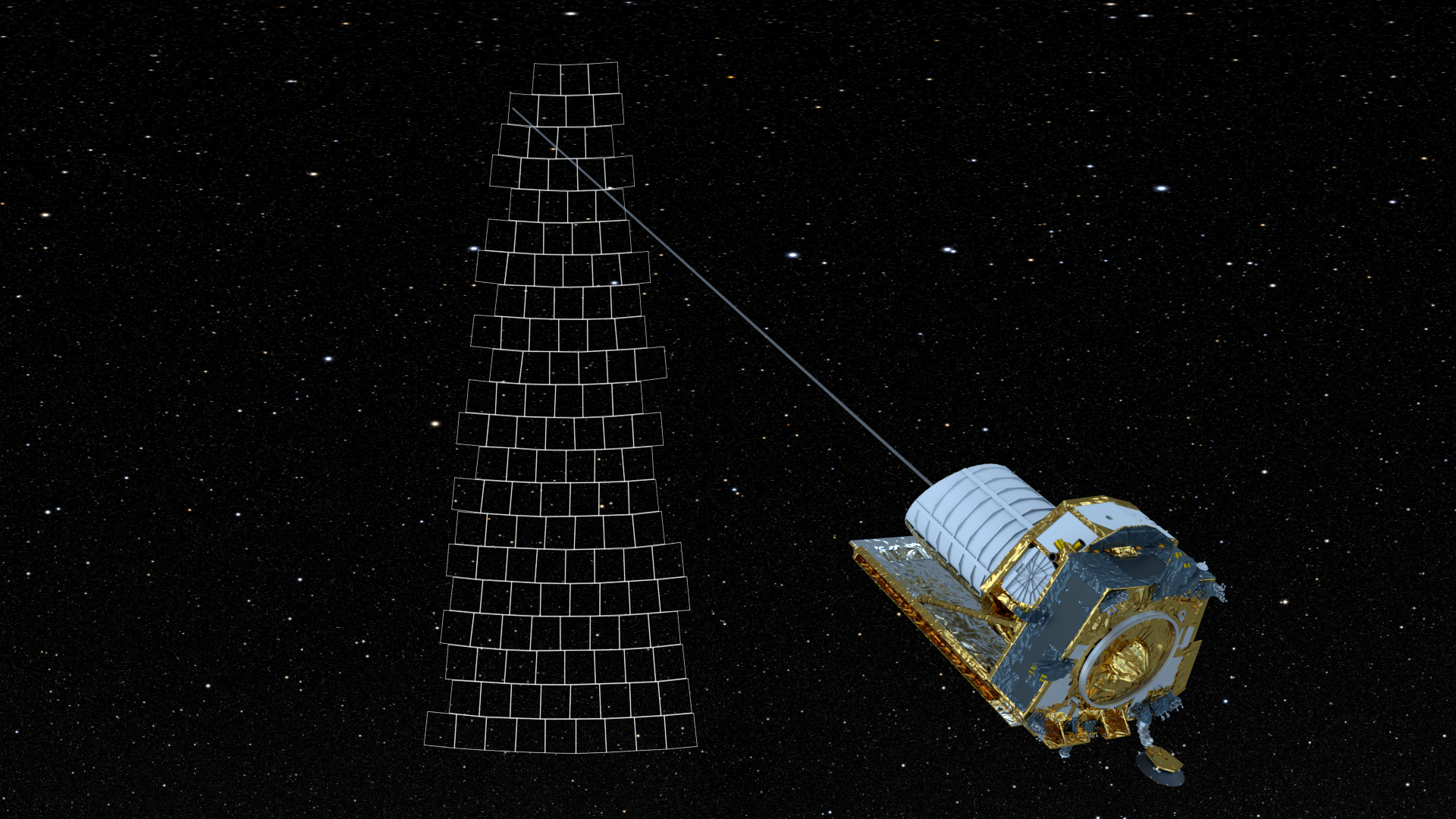
유클리드는 '스텝-앤-스테어(step-and-stare)' 방식으로 밤하늘을 스캔하고, 개별 측정치들 결합하여 가시광선 및 근적외선 분야에서 수행된 역대 최대 규모의 우주 조사를 구성한다.
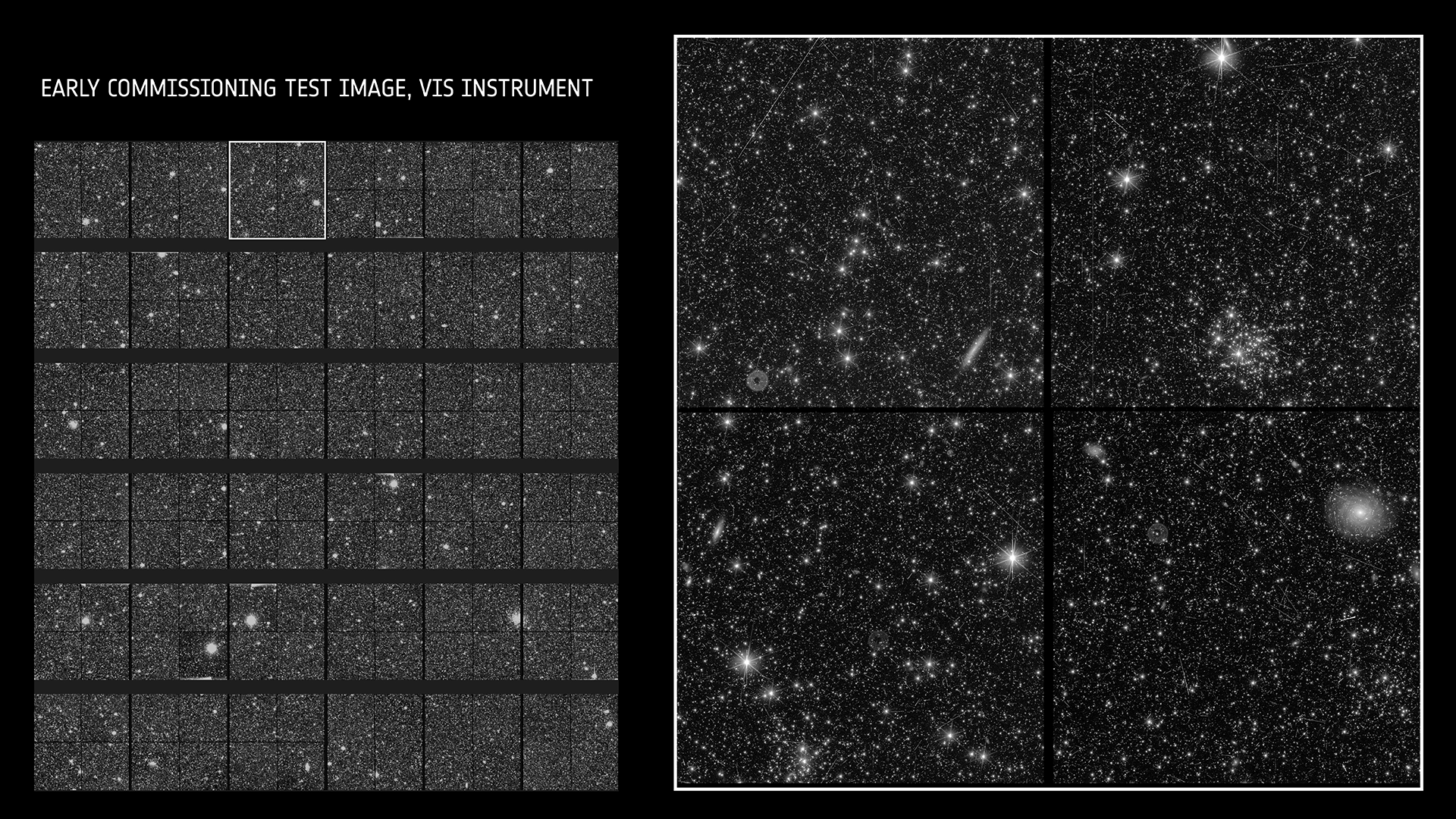
초기 시운전 테스트 이미지 VIS 장비
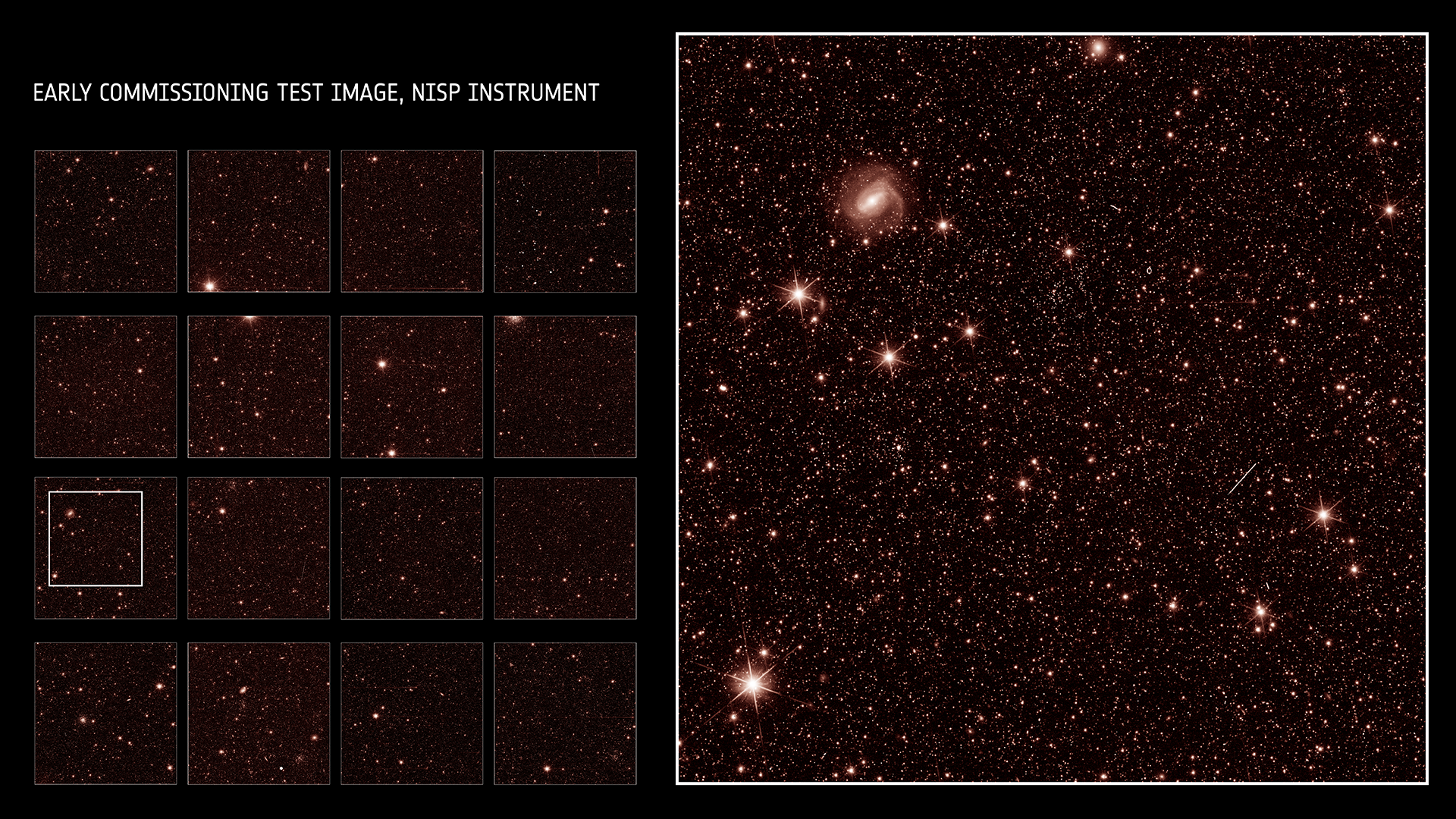
초기 시운전 테스트 이미지 NISP 장비
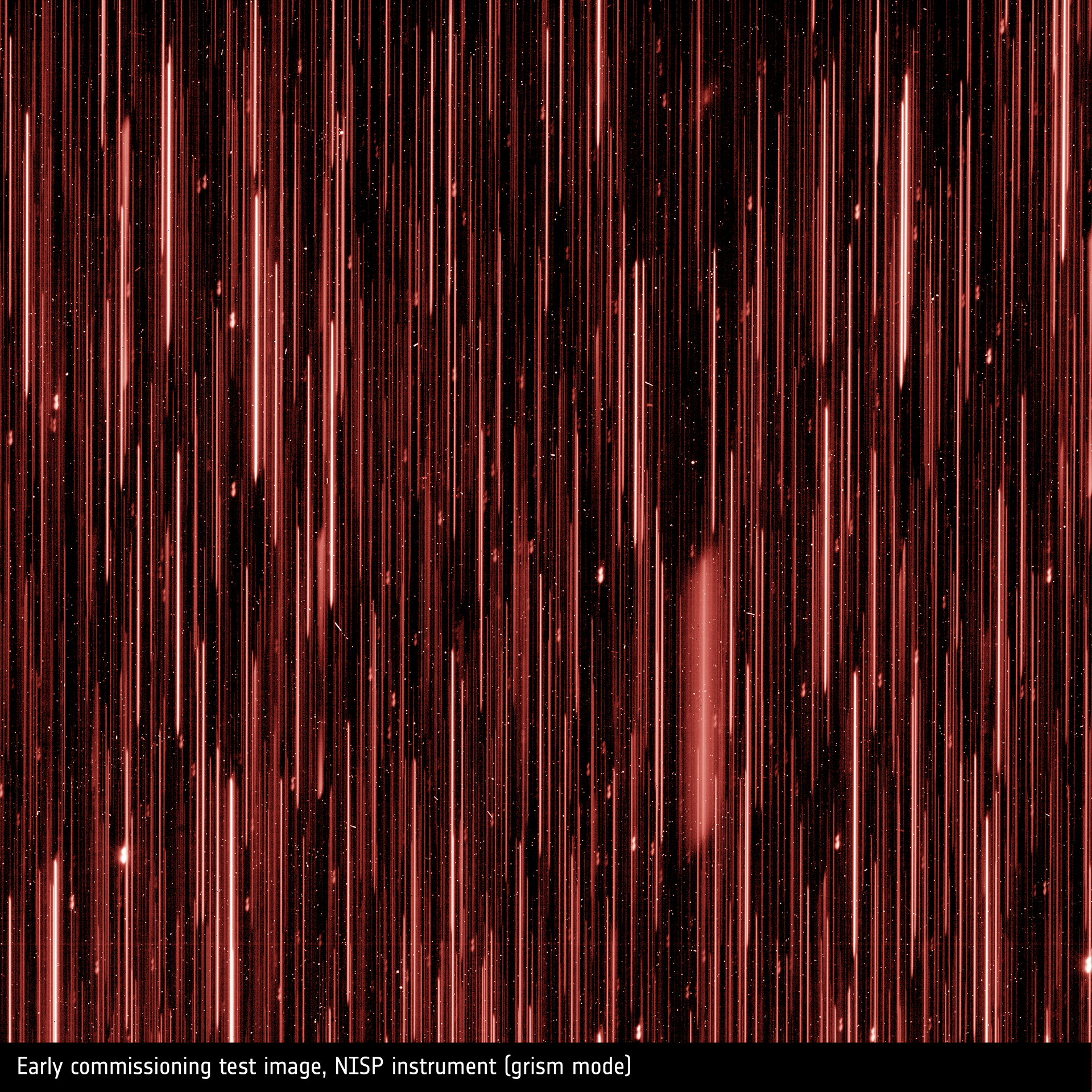
초기 시운전 테스트 이미지 NISP 장비 그리즘 모드

소스:

## 갤러리

유클리드의 뷰: 말머리 성운.
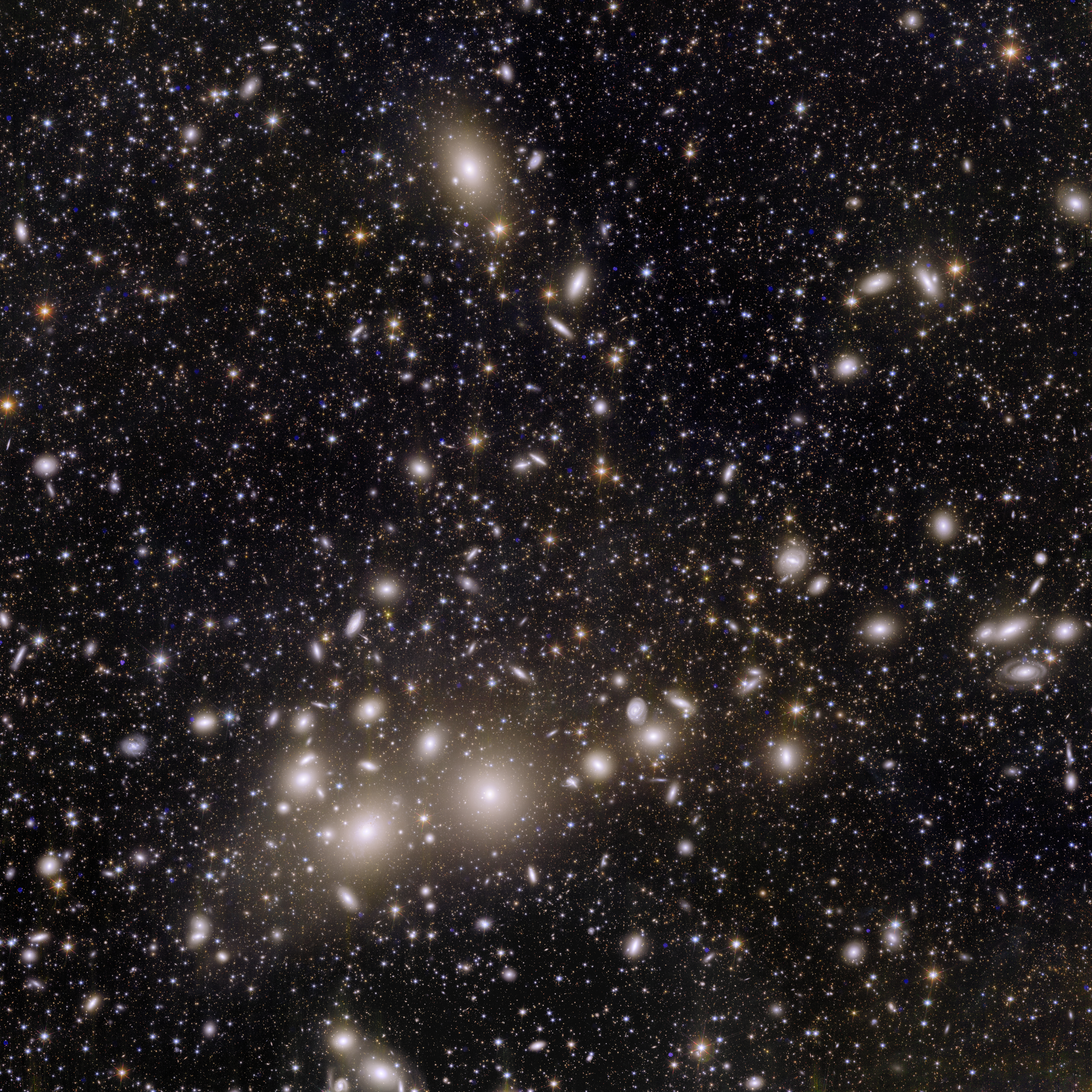
유클리드의 뷰: 은하들 중 페르세우스자리 은하단.